# Freistadt
För andra betydelser, se Freistadt (olika betydelser).
Freistadt eller fristad var städer som låg inom det tysk-romerska riket men tillsammans med tillhörande landområden inte tillhörde någon feodalfurste utan var suveräna hade sitt eget styre, egen militär, egna lagar osv. Vissa av de fria städerna var därtill riksstäder, men inte alla räknades som sådana. Efterhand uppstod flera fristäder som inte låg inom tysk-romerska riket över huvud taget.
De flesta hansestäder var fria städer. Ett av de senaste exemplen var Fria staden Danzig som innehade denna status 1920-1939.
Vissa fristäder kom efterhand att ligga utanför tysk-romerska riket Zürich, Bern och Solothurn.